# Bilhar nos Jogos Mundiais de 2009
As competições de bilhar nos Jogos Mundiais de 2009 ocorreram entre 22 e 26 de julho no Estádio Chung Cheng. Quatro eventos foram disputados.

## Quadro de medalhas
| Ordem | País                   | Medalha de ouro | Medalha de prata | Medalha de bronze |    |
| ----- | ---------------------- | --------------- | ---------------- | ----------------- | -- |
| 1     | Grã-Bretanha           | 2               | 1                |                   | 3  |
| 2     | Alemanha               | 1               |                  |                   | 1  |
| 2     | Países Baixos          | 1               |                  |                   | 1  |
| 4     | Taipé Chinesa          |                 | 1                | 1                 | 2  |
| 5     | Áustria                |                 | 1                |                   | 1  |
| 5     | Suécia                 |                 | 1                |                   | 1  |
| 7     | França                 |                 |                  | 1                 | 1  |
| 7     | Itália                 |                 |                  | 1                 | 1  |
| 7     | Emirados Árabes Unidos |                 |                  | 1                 | 1  |
| TOTAL | TOTAL                  | 4               | 4                | 4                 | 12 |

## Medalhistas
| Evento                    | Ouro                  | Prata                 | Bronze             |
| Snooker (detalhes)        | GBR Nigel Graham Bond | GBR David Grace       | UAE Mohamed Shehab |
| Pool masculino (detalhes) | GER Ralf Souquet      | TPE Yang Ching Shun   | FRA Stephan Cohen  |
| Pool feminino (detalhes)  | GBR Allison Fisher    | AUT Jasmin Ouschan    | TPE Lin Yuan Chun  |
| Carambola (detalhes)      | NED Dingeman Jaspers  | SWE Torbjorn Blomdahl | ITA Marco Zanetti  |